# Nemesia carminans
Nemesia carminans är en spindelart som först beskrevs av Pierre André Latreille 1818.  Nemesia carminans ingår i släktet Nemesia och familjen Nemesiidae.
Artens utbredningsområde är Frankrike. Inga underarter finns listade i Catalogue of Life.